# (2626) Belnika
(2626) Belnika est un astéroïde de la ceinture principale.

## Description
(2626) Belnika est un astéroïde de la ceinture principale. Il fut découvert le 8 août 1978 à Naoutchnyï par Nikolaï Tchernykh. Il présente une orbite caractérisée par un demi-grand axe de 2,85 UA, une excentricité de 0,03 et une inclinaison de 1,5° par rapport à l'écliptique.

## Compléments